# Marc Seliger
Marc Seliger (* 1. Mai 1974 in Iserlohn) ist ein ehemaliger deutscher Eishockeytorwart, der 24 A-Länderspiele für die deutsche Nationalmannschaft absolviert hat.

## Karriere
Seliger begann seine Karriere bei den Starbulls Rosenheim, mit denen er in der Saison 1993/94 in der 1. Bundesliga und ab 1994 in der Deutschen Eishockey Liga aktiv war. Bei den Starbulls war er der Stammtorhüter und kassierte in der Saison 1993/94 in 44 Hauptrunden-Partien 3,02 Gegentore pro Spiel. Während des NHL Entry Draft 1993 wurde er von den Washington Capitals in der zehnten Runde an insgesamt 251. Position ausgewählt. Nach einer weiteren Saison in Rosenheim und einem Jahr beim Ligakonkurrenten Frankfurt Lions wechselte er im Sommer 1996 nach Nordamerika zu den Washington Capitals.
Die Verantwortlichen der Capitals gaben Seliger allerdings an das Farmteam, die Portland Pirates aus der American Hockey League, ab. Nach der Spielzeit 1996/97 kehrte er nach Deutschland zurück. Der Deutsche kam letzten Endes auf sechs Einsätze in der AHL sowie zu 16 Einsätzen in der East Coast Hockey League bei den Hampton Roads Admirals. Eine Chance sich in der National Hockey League zu beweisen bekam er nie.
Seliger schloss sich zunächst den Krefeld Pinguinen an, wechselte aber nach nur wenigen Monaten erneut den Verein und ging anschließend für die Revierlöwen Oberhausen aufs Eis. Bei den Oberhausenern stand er insgesamt zwei Jahre unter Vertrag. In dieser Zeit konnte er mit dem Verein keine nennenswerten Erfolge feiern. Zur Saison 1999/00 unterschrieb er einen Vertrag beim damaligen deutschen Vizemeister Nürnberg Ice Tigers, für den er vier Jahre aktiv war. Es folgte ein kurzes Intermezzo bei den Adlern Mannheim, ehe er 2004 nach Wolfsburg zu den dortigen Grizzly Adams wechselte.
Im April 2005 beendete er aufgrund anhaltender Verletzungsprobleme (Kreuzbandriss/Innenbandabriss am Knie) überraschend seine Karriere.

### International
Mit der deutschen Nationalmannschaft nahm Seliger an folgenden internationalen Turnieren teil:
- U-20 A-EM 1991 (bester Torwart des Turniers), U-20 A-WM 1992, U-20 A-WM 1993, U-20 A-WM 1994
- A-WM 1995 in Stockholm, A-WM 1997 in Helsinki, A-WM 1998 in Bern
- Olympiaqualifikation Ljubljana
- B-WM 2000 in Katowice (bester Torwart des Turniers)
- Slovakia-Cup 2001
- Deutschland Cup 2001
- Olympische Spiele 2002 in Salt Lake City (ESPN: Hottest Goalie of the games)
- WM 2002 Schweden (bester Spieler des deutschen Teams)

## Erfolge und Auszeichnungen
- 2002 Teilnahme am DEL All-Star Game
- 2004 Teilnahme am DEL All-Star Game